# Radnice v Brandýse nad Labem
Radnice v Brandýse nad Labem je historická budova nacházející se v části Brandýs nad Labem (Masarykovo náměstí čp. 1 a 2) dvojměstí Brandýs nad Labem - Stará Boleslav. Předmětem ochrany jsou obě popisná čísla a pozemky.

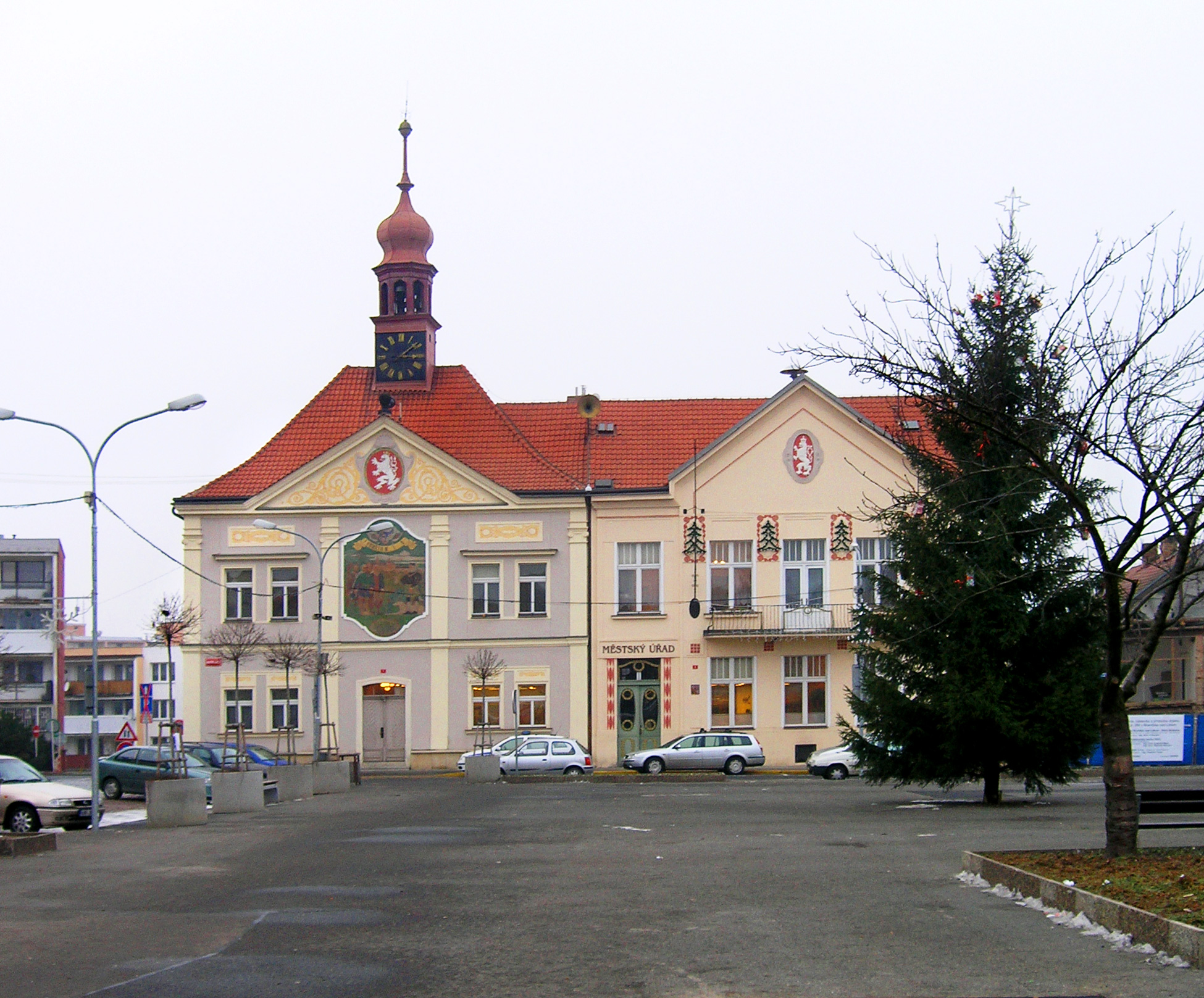
Budova radnice (Masarykovo náměstí) v Brandýse nad Labem

## Historie budovy

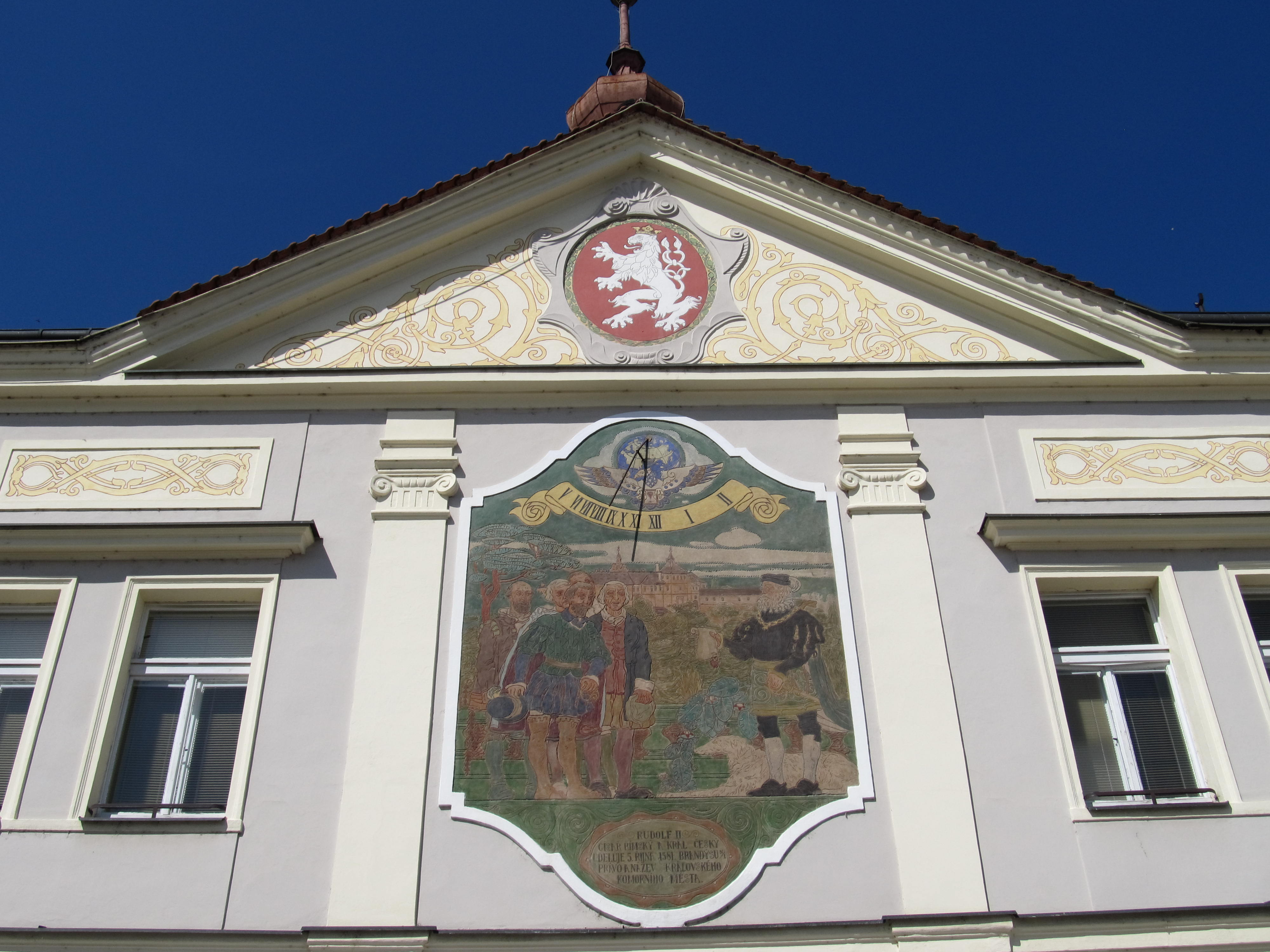
Detail fresky s vyobrazením císaře Rudolfa II. udělujícího Brandýsu městská práva

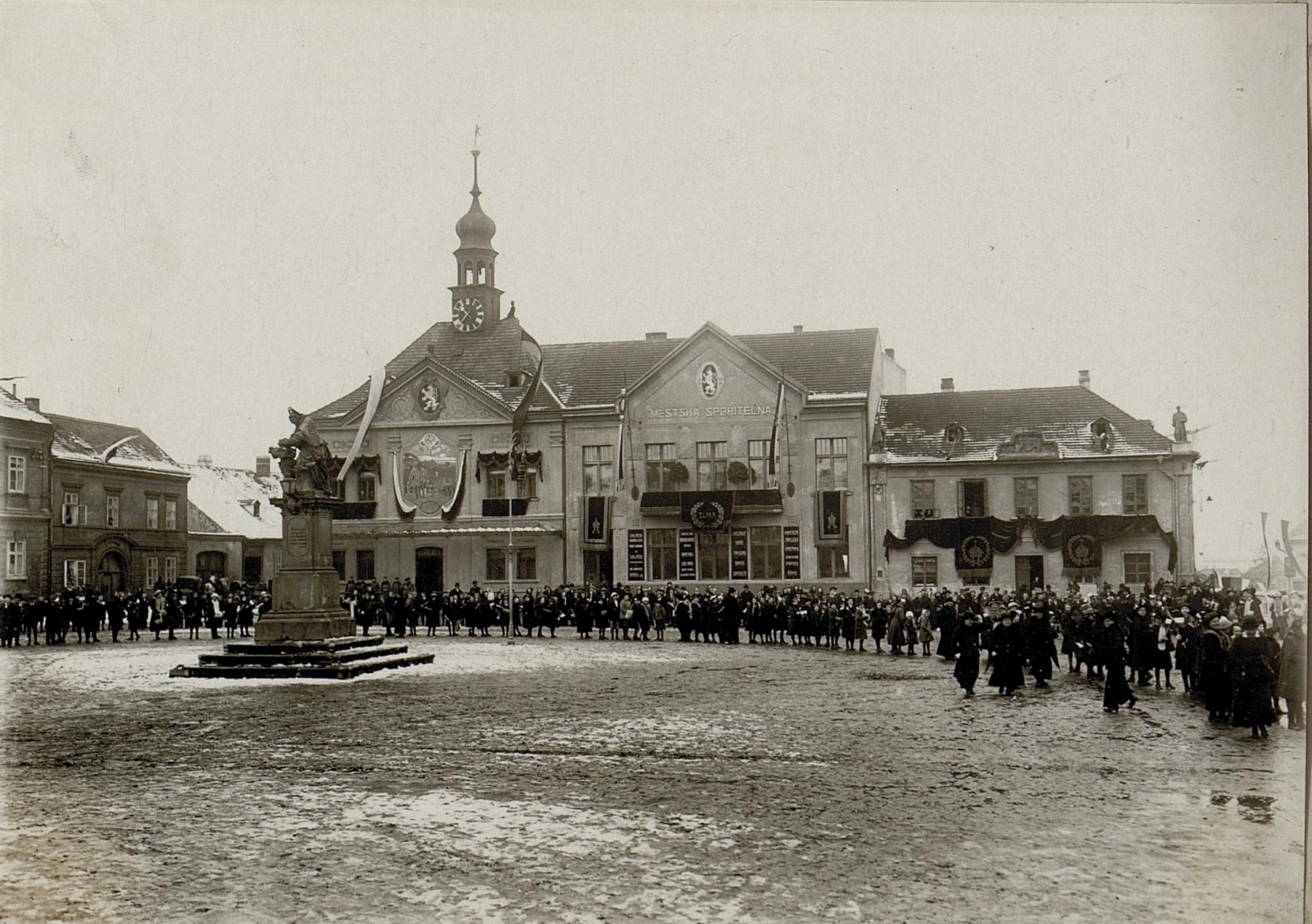
Radnice během návštěvy císaře Karla I. v březnu 1917

Radnice s čp. 1 a 2 leží na severní straně dnešního Masarykova náměstí. Na dnešním místo radnice byla již na konci 16. století v domě, jehož majitelem byl městský rychtář Jiřík. Dům odkoupila majitelka panství Johanka z Krajku a město v roce 1508 dům od ní získalo darem. Tehdy v domě byla také solnice. K původní budově byla přistavena renesanční věž, ta byla však později zbořena. V průběhu třicetileté války v roce 1639 byla budova zničena, před rokem 1661 byla opravena. Po dalším poškození v roce 1740 byla opravena znovu a upravena barokně. V roce 1837 bylo zazděno podloubí a současně byla rozšířena na místě zbořeného sousedního domu (čp. 2). Počátkem 20. století byla budova upravena secesně.
Sousední budova čp. 2 je využívaná dnes společně s domem čp. 1 jako radnice. Je to zděná jednopatrová budova obdélníkového půdorysu s jemnou štukovou výzdobou.
Původní historická budova čp. 1 není podsklepena, sklepy jsou pod mladší částí čp. 2 a byly využity pro městský archiv.
V obou budovách má sídlo Městský úřad Brandýs nad Labem - Stará Boleslav.

## Architektonické řešení
Radnice čp. 1 je jednopatrová rohová zděná budova obdélníkového půdorysu se štítem a vysokou valbovou střechou, má světle šedou a bílou barvu omítky. Hlavní průčelí je členěno soklem, římsami a prostřední je uprostřed zakončen trojúhelným štítem. Vchod do budovy je uprostřed. Jednotlivé osy ohraničují pilastry. Podvojná obdélná okna jsou sjednocena podokenní římsou v přízemí a nadokenní v patře. Uprostřed střechy vystupuje hranolová věžička s hodinami ze dvou stran, s osmibokou zvonicí a cibulovou bání s makovicí a latinským křížem. Ve středové ose je za vstupem do budovy vede přízemím propojovací chodba do druhé budovy. V přízemí chodby a místnosti mají klenuté stropy, v patře jsou plochostropé.
Hlavní průčelí čp. 2 má v přízemí bohatě dekorované dvoukřídlé vstupní dveře. V patře uprostřed je balkón s kovaným zábradlím. Okna v patře mají podokenní římsy. Bohatě profilovaná korunní římsa vybíhá do středového trojúhelného štítu se štukovým medailonem. Střecha je sedlová.

## Výzdoba radnice
Vnější fasáda i vnitřní prostory obou budov mají secesní výzdobu.
V patře uprostřed budovy čp. 1 mezi okny dominuje ve štukovém rámci nástěnná malba s historickým námětem (císař Rudolf II. povyšuje v roce 1581 městečko Brandýs na královské komorní město). Ve štítu domu čp. 2 je ozdobná kartuše s dvouocasým lvem na červeném podkladu.